# Fryšava pod Žákovou horou
Fryšava pod Žákovou horou é uma comuna checa localizada na região de Vysočina, distrito de Žďár nad Sázavou.